# Philippe Daney
 (décembre 2011).
Si vous disposez d'ouvrages ou d'articles de référence ou si vous connaissez des sites web de qualité traitant du thème abordé ici, merci de compléter l'article en donnant les références utiles à sa vérifiabilité et en les liant à la section « Notes et références ».
Pour les articles homonymes, voir Daney.
Philippe Daney, né en 1956 à Neuilly-sur-Seine (Hauts-de-Seine), est un designer et scénographe français.

## Biographie
Philippe Daney obtient un diplôme d'architecte DPLG en 1983[Où ?].
En 1986, il cofonde la maison d’édition Tebong (création, fabrication, distribution de meubles, luminaires et objets contemporains) avec Pascal Bauer. Ils sont rejoints par Thierry Clerc. Cette maison d’édition a exposé à Paris au Centre Pompidou), à New York, Tokyo, etc.
L'activité de la Société Tebong est vendue en 1995 à un groupe italien, Tebong Italia.
À partir de 1995, son intérêt pour la lumière l'amène à la scénographie. Son point de vue est proche de celui d'un photographe : « Pour moi, mettre en lumière c'est faire de l'ombre ». Il est l'auteur de nombreuses scénographies : au théâtre national de Bretagne, à La Villette, puis pour le compte du VIA (Homo Domus Paris, Milan), de Sephora (Paris, Espagne), Lancôme.
À sa réflexion sur la lumière se mêle un travail sur le meuble, l'usage, la complémentarité des sens qu'il exprime tout particulièrement dans les scénographies muséales.
Parallèlement à son travail de scénographe, il continue ses expérimentations sur l'usage et sur la forme, développe sa réflexion d'artiste qu'il présente dans de régulières expositions, ainsi que son enseignement à l’École Pivaut  à Nantes de 1996 à 2017.
Son exposition parisienne, Nous les gens-1, de 2019, préfigure sa nouvelle démarche: méler design, art, photos, textes, expérimentations, au service du sens et de son engagement.
Ses dalles de moquettes font partie des collections du Fonds national d'art contemporain.

## Expositions
2008
- Daney & Verjux, musée d’art moderne Richard-Anacréon.
- Daney & Verjux à la Granville Gallery.
- Horloges à poser, design du temps à la Granville Gallery.

2009
- Ph. Daney, artmandat = La Passionata : les choix de Suzette Ricciotti.
- SLICK au 104, Paris.
- ArtParis, Grand Palais.
- Réflexion(s) sur le miroir à la Granville Gallery, Granville.
- Fibres design.
- Daney & Verjux à Gennevilliers.
- Vingt ans du VIA au Centre Beaubourg.

2010
- Parc national d’Armorique, quatre cars.
- Novaxia bas.
- Entrée Triptyque, Angers.
- Philippe Daney à la tour Saint-Aubin.
- Biennale du design à Saint-Étienne.
- Candélabres, lueurs intimes, à la Granville Gallery, Paris.

2011
- Granville Gallery de Paris : Philippe Daney et Jean Le Gac, Paris.
- Inauguration de la Presse Bliss, Gennevilliers.
- Galerie Édouard Manet, Gennevilliers, Daney & Verjux : partie carrés.
- Novaxia bas, Bois et lumière, Angers.
- Coffrets aux secrets, à la Granville Gallery, Paris.
- Itinéraires design, école d'architecture de Nantes.
- Philippe Daney à la chapelle Saint-Aubin, Triptyque, Angers.

2012
- Nuit européenne des musées : présentation acquisition œuvre Daney et Verjux de La découpe au miroir, au musée Richard Anacréon, Granville.
- Frimousse au Petit Palais, UNICEF.
- Philippe Daney au centre d'Art La Fenêtre, Montpellier.
- Exposition A Cappella, Agen.

2013
- Frimousse au Petit Palais, UNICEF.

2014
- Voyage à Nantes, Philippe Daney et le design BBC au Bâtiment B, île de Nantes.
- Philippe Daney et Joël Hubaut, GranvilleGallery, Paris.
- Les nuits blanches, rue des Archives, avec Bluland, Paris.
- 25 créateurs de lumière, la galerie électrique, Paris.
- Frimousses de créateurs, au théâtre du Châtelet, pour l'UNICEF.

2015
- Exposition Philippe Daney à la galerie électrique, Paris.

2017
- L'art dans les bois, Dinard, Pleslin Tregavou.

2018
- Philippe Daney au Lieu, Rennes.

2019
- Exposition Nous les gens, 1, Philippe Daney à la Granvillegallery.
- Exposition collective seating@gallery, Paris.
- Exposition Escale bretonne, la maison des Archers et la chapelle des Ursulines, Quimperlé.
- Exposition L’excellence française, Philippe Daney & Christian Ghion, Ningbo et Shangaï.
- Exposition collective Lumière, escale bretonne, Landerneau

2020
- Voyage à Nantes 2020: Oeuvre urbaine: Fontaine.

## Réception critique
- « Tebong a imprimé son empreinte dans le crépitant épisode de l'histoire du mobilier des années 80/90. […] Bauer et Daney marquent leur période car ils ne se contentent pas d'être gestionnaires d'un outil de production. Artistes, ils ont choisi la finalité de leur œuvre : le matériel au service de l'individu. Leurs objets sont utilisés pour transmettre une culture, l'histoire d'une époque. […] Ils appartiennent à une génération de précurseurs. Ils ne rendront pas la société postindustrielle meilleure ou pire. Précurseurs, ils nous indiquent avec leurs moyens qu'elle arrive, qu'elle est là. Elle sera ce que les politiques diront aux gestionnaires et aux techniciens d'en faire. L'artiste ne fait que baliser le terrain. » — Brice d'Antras, Les Nouveaux Ornementalistes, Éditions Eric Koehler, livret Bauer et Daney au VIA.
- « Ce n'est pas l'objet en soi que poursuit Philippe Daney mais l'esprit qui mène à la création de cet objet, de ce dessinateur d'espace. […] Ses travaux portent toujours l'empreinte du regard de l'architecte non plus dans son évidence du construit mais toujours dans son rapport aux proportions et à l'espace. » — Philippe Hardy, De l'autre côté…, Catalogue Triptyque.
- « J'ai tout de suite remarqué l'attitude de Philippe Daney qui s'apparente, d'un certain point de vue, à celle d'un artiste. Une telle attitude est fréquente dans le champ de l'Art Contemporain.Sauf que Philippe n'intervient pas, ne crée pas, du moins pas directement dans ce champ; et c'est cela qui est intrigant! » — Michel Verjux, Made in Daney, Éditions Archibooks.

## Distinction
Philippe Daney a été nommé chevalier des Arts et des Lettres par Christine Albanel en juillet 2008.